# Руј (планина)
Руј (буг. Руй) је планина смештена на крајњем југоистоку Србије, уз границу са Бугарском недалеко од Пирота, поред Звоначке Бање. Она припада Родопским планинама и представља најзападнију тачку тог планинског венца. Највиша тачка на Рују износи 1.706 метара нмв, а поред ње, на планини се налази још седам врхова виших од 1.400 метара нмв.
Недалеко од села Ракита, које се налази у северозападном делу планине, смештена је погранична караула Војске Србије са пратећим објектима, а у близини је некада био оперативан рудник каменог угља, који је затворен 1964. године. Због војног присуства и пограничне зоне, потребно је унапред обавестити војне власти о евентуалним посетама Рују ради планинарења или других сродних активности. 
Планина је смештена између речних токова Јерме на истоку, њене притоке Звоначке реке на северу, Ракитске реке на западу, док је на јужној страни Знеполска равница, на територији Бугарске. Врхови ове планине и њихов везан низ узети су као природна државна граница Бугарске и Србије. Граница прати највише врхове. Преко врха Руј такође пролази граница и он је подељен између две државе, с тим што се на њему гранична црта оштрије ломи, па је мањи део врха на територији Србије, док је већи део купе у Бугарској. Због тога се на правцу од врха Руј ка врху Ветрен (1.457 m) граница пружа од југа ка северу, док је у другим деловима граница на правцу од истока ка западу. Правац од Руја ка Ветрену је централна кичма планине. Од Ветрена на исток следе врхови Голо брдо (1.283 m) и Сип (1.240 m), везани у венац, а даље се врхови спуштају до Јерме и њеног споја са притоком Јабланицом.